# Coberta de vaixell

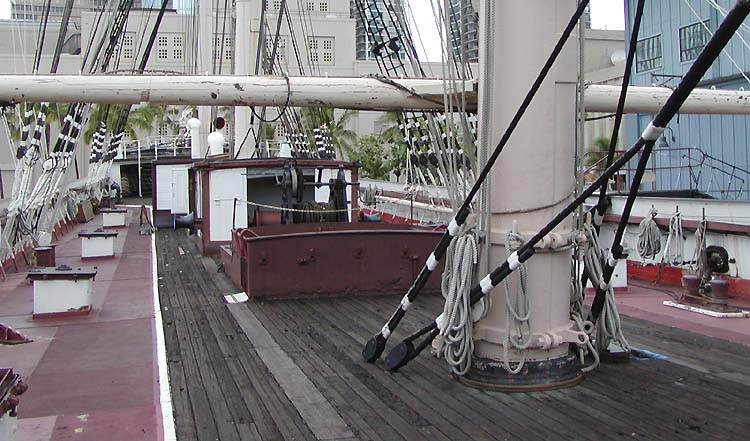
Vista de la coberta principal d'un veler.

Una coberta és cada una de les superfícies d'un vaixell que el divideixen horitzontalment i fan la funció de sòl. L'espai entre dues cobertes s'anomena entrepont o entrecoberta.

## Tipus de cobertes
Segons la funció de cada coberta i de la seva situació les cobertes reben noms diferents; des de la quilla cap al pont són:
- Coberta del doble fons
- Coberta de sala de màquines: És la coberta on se situa la sala de màquines.
- Coberta de control de la sala de màquines.
- Coberta principal (Coberta d'intempèrie): És la coberta estanca contínua més forta d'un vaixell. Sovint és també la coberta més alta.
- Coberta superior: És la coberta contínua més alta d'un vaixell. No coincideix necessàriament amb la coberta principal.
- Coberta d'abandonament:Per accedir als bots salvavides durant un xafarranxo d'abandonament.